# Saint-Denis-la-Chevasse
Saint-Denis-la-Chevasse település Franciaországban, Vendée megyében. Lakosainak száma 2425 fő (2022. január 1.). Saint-Denis-la-Chevasse Les Brouzils, Chauché, La Copechagnière, Dompierre-sur-Yon, Les Lucs-sur-Boulogne, Bellevigny és Montréverd községekkel határos.

## Népesség
A település népessége az elmúlt években az alábbi módon változott:
| Lakosok száma | 2235 | 2278 | 2336 | 2290 | 2349 | 2376 | 2392 | 2409 | 2425 |
|               | 2013 | 2015 | 2016 | 2017 | 2018 | 2019 | 2020 | 2021 | 2022 |